# Deliktsrecht
Das Deliktsrecht bezeichnet ein Rechtsgebiet, das sich mit den Rechtsfolgen unerlaubter Handlungen beschäftigt. In den Rechtsordnungen kontinentaleuropäischer Prägung zählt es zum Zivilrecht.

## Rechtslage in einzelnen Ländern

### Frankreich
- Deliktsrecht Frankreichs

### Österreich
- Schadenersatzrecht Österreich